# Alba (Misuri)
Alba es una ciudad ubicada en el condado de Jasper en el estado estadounidense de Misuri. En el Censo de 2010 tenía una población de 555 habitantes y una densidad poblacional de 651,33 personas por km².

## Geografía
Alba se encuentra ubicada en las coordenadas 37°14′14″N 94°25′3″O / 37.23722, -94.41750. Según la Oficina del Censo de los Estados Unidos, Alba tiene una superficie total de 0.85 km², de la cual 0.85 km² corresponden a tierra firme y (0%) 0 km² es agua.

## Demografía
Según el censo de 2010, había 555 personas residiendo en Alba. La densidad de población era de 651,33 hab./km². De los 555 habitantes, Alba estaba compuesto por el 94.41% blancos, el 0.72% eran afroamericanos, el 1.8% eran amerindios, el 0% eran asiáticos, el 0% eran isleños del Pacífico, el 0% eran de otras razas y el 3.06% pertenecían a dos o más razas. Del total de la población el 2.34% eran hispanos o latinos de cualquier raza.